# Lena Teurnell
Lena Elsa Christina Teurnell, född 2 april 1946 i Västervik, är en svensk psykolog. 
Teurnell blev filosofie kandidat 1971, avlade psykologexamen 1974, blev legitimerad psykolog 1978, genomgick utbildning i konsultmetodik 1979–1980, utbildning i barnpsykodiagnostik 1980–1981 och Holistiska föreningens utbildning i psykoterapi och psykoanalys 1982–1987. Hon var anställd som forskare, psykologkonsult vid förskolor, psykolog inom psykisk barn- och ungdomsvård (PBU) från 1973 och verksam som privatpraktiserande psykoterapeut och psykoanalytiker från 1983. 
Teurnell var medarbetare i redaktionen för Kvinnobulletinen 1973–1974. Hon har bedrivit forskning och författat skrifter inom området barn med tidiga komplicerade störningar samt utvärdering och metodutveckling inom psykosocial konsultation. Hon har skrivit artiklar i dags- och fackpress, bedrivit undervisning och handledning inom området samt initierat och följt utvecklingen av så kallade samverkansklasser för psykotiska barn (tillsammans med Lisbeth Palme).